# Ермедин Демирович
Ерме́дин Де́мирович (босн. Ermedin Demirović, нар. 25 березня 1998, Гамбург) — боснійський футболіст, нападник німецького клубу «Штутгарт».
Виступав, зокрема, за клуби «РБ Лейпциг II» та «Алавес», а також молодіжну збірну Боснії і Герцеговини.

## Клубна кар'єра
Ермедин Демирович народився 25 березня 1998 року в місті Гамбурзі. Коли він був ще  хлопчаком, його родина перебралася до Німеччини, там він і потрапив до футбольної академії клуб «Гамбург». Кількома роками пізніше, вже юнака Демировича зачислили до академії «РБ Лейпциг». Тривалий час Ермедин грав за юнацькі команди клубу, а в 2016 році провів свою єдину гру за другу команду клубу. 
Своєю грою на юнацьких турнірах Ермедин Демирович привернув увагу представників тренерського штабу клубу «Алавес», до складу якого приєднався 2017 року. Але через складності із ліцензуванням (не потрапляв до квоти гравців не з Євросоюзу) залишився із підписаним попереднім контрактом і змушений був виступати за другу команду клубу в Терсері. У складі тієї команди був одним з головних бомбардирів, забивши 6 голів в 12 матчах, маючи середню результативність на рівні 0,5 гола за гру. Тому наприкінці сезону тренерський штаб долучив бомбардира до основного складу, де він провів 3 гри і забив один гол.
Сподівався наступний сезон закріпитися в основі клубу, адже ще й підписав контакт до 2021 року. Але тренери команди вирішили награвати фактурного нападника спершу в клубах-партнерах. Таким чином боснієць потрапив до французької першості, допомагаючи клубу «Сошо» пробитися до головної ліги Франції. Відігравши повноцінне перше коло, він провів 16 матчів і забив 4 гола.
Але період оренд тривав й далі, наступного 2019 року Ермедин повертається до Іспанії, але до  «Альмерії». Цього разу його оренда триватиме до кінця сезону 2018-19 років.
В липні 2024 року Демирович перейшов до клубу «Штутгарт», з яким підписав контракт на чотири роки. Дебют футболіста у новій команді відбувся 17 серпня 2024 року у матчі за Суперкубок Німеччини проти «Баєр 04».

## Виступи за збірні
2014 року дебютував у складі юнацької збірної Боснії і Герцеговини, взяв участь у 20 іграх на юнацькому рівні, відзначившись 8 забитими голами.
З 2017 року залучається до складу молодіжної збірної Боснії і Герцеговини. На молодіжному рівні зіграв у 6 офіційних матчах, забив 3 голи.

## Титули і досягнення
- Володар Кубка Німеччини (1):

«Штутгарт»: 2024-25